# 莎拉莉·普拉西丹隆
莎拉莉·普拉西丹隆（羅馬化：Saralee Prasitdumrong，1998年10月8日—），小名Bam，現為泰國第3電視台旗下女演員。代表作為《名門紳士2淑女之心：心禧相醫》。

## 早期生活
Bam出生於1998年10月8日，在家中三個孩子裡排行老大，妹妹莎莉妲·普拉西丹隆（Beam）為CHANGE2561旗下藝人。目前於瑪希敦大學工商管理學院的國際部修讀學士學位。

## 演藝經歷
曾為開泰銀行隸屬女團“KBank e-Girls Generation X”的成員，並在離團後與泰國第3電視台簽約，以演員身分出道。
2024年，參演的首部戲劇《名門紳士2淑女之心: 心禧相醫》於週末黃金檔播出，於劇中飾演Pokket Juthathep（Ket）。

## 個人生活
為美容品牌“Beda Beauty”的所有者，與妹妹Beam共同經營。

## 作品列表

### 電視劇
| 首播年份 | 戲劇名稱                        | 戲劇名稱 | 播放平台    | 角色                     | 備註 |
| 首播年份 | 譯名                            | 原文名   | 播放平台    | 角色                     | 備註 |
| 2024年   | 《名門紳士2淑女之心: 心禧相醫》 |          | Ch3Thailand | Pokket Juthathep （Ket） |      |
| 2024年   | 《名門紳士2淑女之心: 芳心謎情》 |          | Ch3Thailand | Pokket Juthathep （Ket） |      |
| 待公布   | 《背叛愛》                      |          | Ch3Thailand |                          |      |
| 待公布   | 《大爵爺和Kham Duang姑娘》      |          | Ch3Thailand |                          |      |
| 待公布   | 《是心啊》                      |          | Ch3Thailand |                          |      |

### 音樂作品
| 發行年份 | 歌曲名稱       | 歌曲名稱       |
| 發行年份 | 譯名           | 原文名         |
| 2024年   | Pretty Journey | Pretty Journey |

## 外部連結
- 莎拉莉·普拉西丹隆於Channel 3的簡介 （页面存档备份，存于）（泰文）
- 莎拉莉·普拉西丹隆的Instagram帳戶（泰文）
- 莎拉莉·普拉西丹隆的官方YouTube頻道 （页面存档备份，存于）（泰文）